# Districte de Frutigen

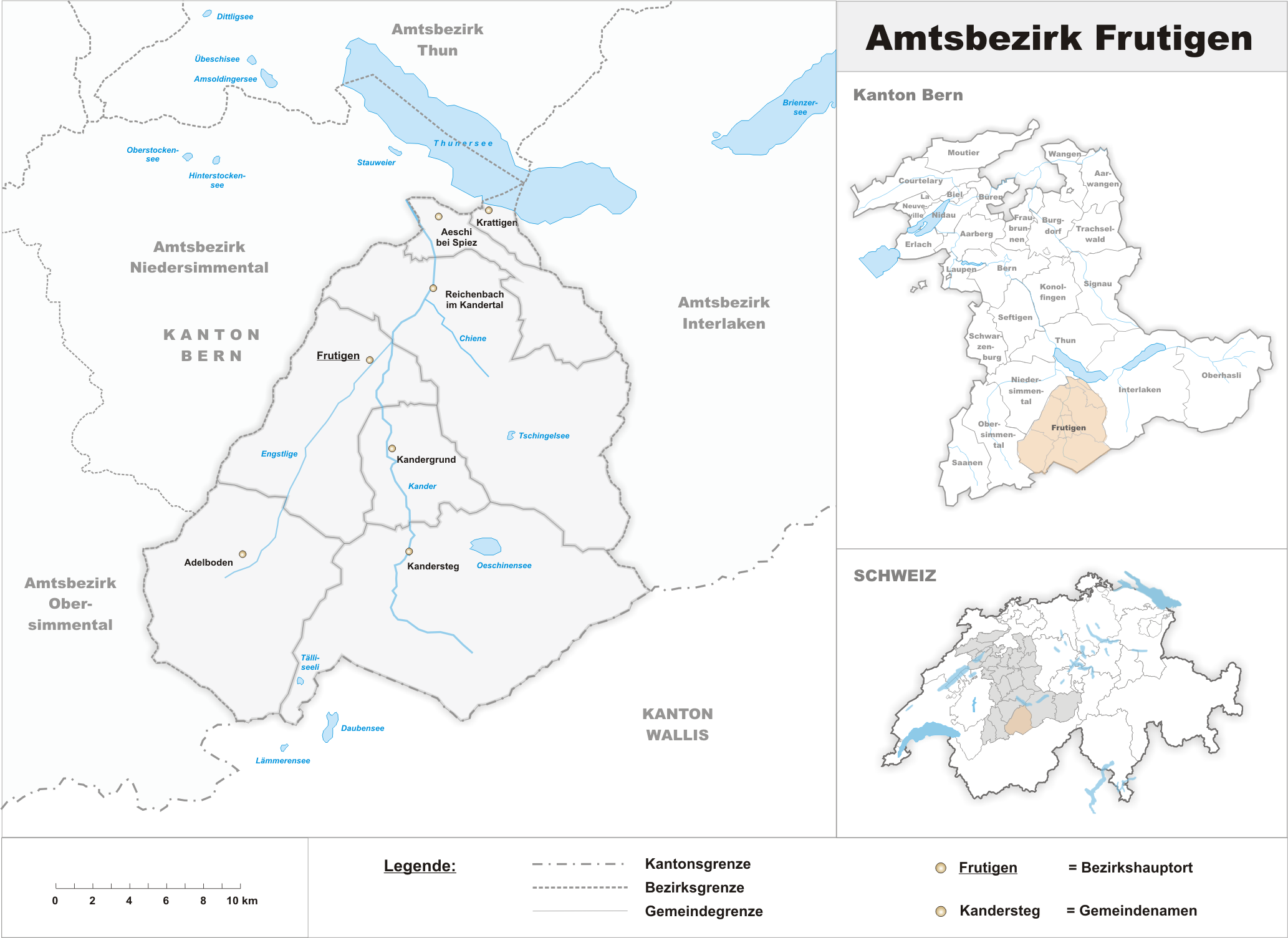
El districte de Frutigen

El districte de Frutigen és un dels 26 districtes del Cantó de Berna (Suïssa), té 18551 habitants (cens de 2007) i una superfície de 489 km². El cap del districte és Frutigen està format per 7 municipis. Es tracta d'un districte amb l'alemany com a llengua oficial.

## Municipis
| Municipi                 | Habitants (31. Dez. 2007) | Superfície en km² |
| ------------------------ | ------------------------- | ----------------- |
| Adelboden                | 3606                      | 88.2              |
| Aeschi bei Spiez         | 1957                      | 30.9              |
| Frutigen                 | 6699                      | 71.8              |
| Kandergrund              | 805                       | 32.0              |
| Kandersteg               | 1200                      | 134.5             |
| Krattigen                | 961                       | 6.0               |
| Reichenbach im Kandertal | 3353                      | 125.8             |
| Total (7)                | 18'581                    | 489.2             |